# Иосиф Мокосей-Баковецкий
Иосиф Баковецкий-Мокосей (умер в 1654, Люблин) — епископ Русской униатской церкви, с 1632 года епископ Владимирский и Брестский, базилианин.
Происходил из древнего волынского шляхетского рода герба Вукры. Служил 16 лет секретарём при короле Сигизмунде III Вазе, потом принял монашество (орден василиан) и был назначен архимандритом униатского Жидичинского монастыря. В 1632 году возведён в сан епископа владимирского (волынского) и брестского; ревностно заботился о распространении унии, для чего прибегал к притеснениям и насилию.